# كارلوس أندريس رودريغيز هرنانديز
كارلوس أندريس رودريغيز هرنانديز (بالإسبانية: Carlos Andrés Rodríguez Hernández)‏ (2 يونيو 1996 - ) هو لاعب كرة قدم كولومبي في مركز الوسط.

## وصلات خارجية
- كارلوس أندريس رودريغيز هرنانديز على موقع Soccerway.com (الإنجليزية)